# Johann Friedrich Wilhelm Adolf von Baeyer
Jahann Friedrich Wilhelm Adolf von Baeyer, nemški kemik, * 31. oktober 1835, Berlin, Nemčija, † 20. avgust 1917, Starnberg, Bavarska, Nemčija.

## Življenje
Von Baeyer je najprej študiral matematiko in fiziko na Univerzi v Berlinu, nato kemijo pri Robertu Wilhelmu Bunsenu v Berlinu. Po diplomi je delal v laboratoriju Friedricha Kekuléja von Stradonitza v Heidelbergu. Leta 1858 je bil habilitiran in leta 1860 začel poučevati na obrtnem inštitutu v Berlinu. Od leta 1871 je bil profesor za kemijo v Strasbourgu, od leta 1875 pa na Univerzi v Münchnu kot naslednik Justusa von Liebiga.

## Dosežki in delo
Von Baeyer je leta 1864 prvič sintetiziral barbiturno kislino, osnovne zmesi barbituratov. K teoretični kemiji je prispeval teorijo 'napetosti' (Spannung) trojnih vezi in majhnih ogljikovih obročev.
Leta 1872 je opisal polikondenzacijo fenola in formaldehida. Kasneje je na tem področju leta 1907 Leo Hendrik Baekeland odkril bakelit.
V laboratoriju je leta 1878 prvi sintetiziral indigo.
Poleg tega je proučeval sečno kislino, benzen, terpen in druge snovi

## Priznanja

### Nagrade
Kraljeva družba (Royal Society) iz Londona mu je leta 1881 za delo o indigu podelila Davyjevo medaljo
Leta 1885 so ga povzdignili v plemiški stan.
Od Društva nemških kemikov je leta 1903 kot prvi prejel Liebigov kovanec za zasluge.
Leta 1905 je prejel Nobelovo nagrado za kemijo za delo o organskih barvilih in hidroaromatskih zmesi.

### Poimenovanja
- Baeyer-Villingerjeva oksidacija
- Baeyerjeva napetost pri acikličnih spojinah

Od leta 1911 v neenakomernih presledkih podeljujejo Nagrado Adolfa von Baeyerja.